# 艾氏巨棘角鮟鱇
艾氏巨棘角鮟鱇為輻鰭魚綱鮟鱇目棘茄魚亞目巨棘角鮟鱇科的其中一種，發現於東大西洋及西北太平洋的日本海域，屬深海魚類，棲息深度可達3000公尺，雌魚體長可達38.4公分。

## 擴展閱讀
維基物種上的相關：艾氏巨棘角鮟鱇